# لویتوما
لویتوما (انگلیسی: Loituma) (با تلفظ اصیل فنلاندی: لوی‌دوما) یک کوارتت فنلاندی است که آوازهای سنتی این سرزمین را با ساز کانتل (فنلاندی: گاندله) اجرا می‌کنند. لویتوما در جشنواره موسیقی محلی کوستینن (به معنای آتشین) در سال ۱۹۹۷ به عنوان بهترین گروه سال انتخاب شد.

## تاریخچه
لویتوما در پاییز ۱۹۸۹ به عنوان یک سپتت با نام یی‌کا لیپا، در بخش موسیقی فولکلور آکادمی سیبلیوس ظهور کرد. در ترکیب اصلی خوانندگان این گروه سانا کورکی سوونیو و تلو پائلاستو حضور داشتند که بعداً برای پیوستن به هدینگارنا راهی سوئد شدند.